# Dom Serafini
Domenico (Dom) Serafini (Giulianova, 1949) è un giornalista e editore italiano.

## Biografia
Nato nel 1949 a Giulianova, vi rimase fino al termine delle scuole superiori.
Nel settembre del 1968 si trasferì a New York per “studiare la televisione” e per iniziare le sue prime esperienze lavorative nel campo dell'editoria. Andò ospite della zia materna Yole a Copiague, un piccolo villaggio a Long Island che in principio si chiamava Villa Marconi.
Per mantenersi, Serafini divenne corrispondente  ($300 il mese) dagli Stati Uniti delle pubblicazioni JCE di Milano. Inoltre lavorava in un laboratorio di riparazioni tv come capotecnico a $180 la settimana.
Nel 1971, avendo migliorato il suo inglese, poté  tradurre e vendere gli stessi articoli che inviava a Onda Quadra e alla Jce (Selezione Radio Tv e Elettronica Oggi), a riviste americane come Videography , a una francese (Television et techniques televisuelles)  e anche a una cinese di Taiwan (Radio World).
Nel 1974 aiutò la Jce a creare Millecanali (la prima rivista del settore broadcast in Italia e che ancora oggi rappresenta un pilastro del mondo audiovisivo italiano) e, nel 1977, a lanciare la versione italiana dell'americana Consumer Electronics.
Verso la metà del 1975, lavorava in tre stazioni radiofoniche (Wsuf, Wbab e Wlix), nella tv cavo della Viacom di Islip, a Long Island, al reparto media di un istituto scolastico e alla rubrica "Viewpoints" per il Moriches Bay Tide. Trovò l'entusiasmo e le risorse per produrre anche l'unico video americano sulle celebrazioni per il bicentenario degli Stati Uniti nel 1976, oggi conservato nel Museum of Broadcasting.
Speaker per le partite di baseball (sua sarà anche l'unica rivista di baseball edita in Italia: Baseball magazine), esperto di tecnica TV, giornalista per varie testate: l'abruzzese ha potuto toccare tutte le corde delle professionalità per accettare nel 1981 il salto nelle vesti di imprenditore. Ottenuto infatti nel 1979 l'incarico di direttore di TV/Radio Age International, dopo due anni decise di camminare con le proprie forze. Con l'appoggio dei maggiori studios cinematografici (Paramount, MGM, Universal) e dei grandi network americani fondò il mensile "Video Age International": una rivista destinata a contendere lo scettro di opinion leader alla plurimiliardaria “Variety”.
L'abruzzese negli anni passati alla conduzione dell'azienda ha diversificato le sue offerte con altre testate di settore. Negli anni sono nati così "Video Era" nel 1985,  la prima rivista per il settore Tv dell'America Latina, "Tv Pro", "Tv Show Magazine", e "Media Age international", tutti destinati a segmenti specifici del variegato mercato dell'audiovisivo mondiale. E accanto alla sede di New York sono nati gli uffici paralleli di Los Angeles e Milano. Intuizione felicissima fu la scelta di pubblicare edizioni quotidiane in occasione dei principali mercati internazionali dell'audiovisivo: Cannes, MIPCOM, MIFED, Los Angeles Screenings, Las Vegas, Budapest e Londra.
Il nome di Serafini da anni circola anche nel campo dell'editoria libraria. La Jce pubblicò il suo primo libro sulla tv nel 1975 come inserto su Selezione radio tv: 100 anni di ricerche, 50 anni di sviluppi, 25 anni di mass media, il futuro della televisione. Il libro riportava anche l'intervista che Serafini fece a Vladimir Koz'mič Zvorykin, il padre della televisione. In seguito, nel 1976, Serafini intervistò anche Peter Carl Goldmark, l'inventore del disco Lp e della tv a colori sequenziale (che servì a trasmettere le prime immagini a colori della Luna).
Ma sarà "O sole mio – It's now or never", a dare visibilità italiana all'imprenditore di Giulianova. Il libro, edito da Lupetti, rappresenta infatti un vero e proprio manuale operativo per risistemare l'intero panorama televisivo italiano.
Membro della Royal Television Society di Londra, dell'International Institute of Communication di Londra, della National Academy of Television Arts and Science di New York, della National Association of Television Program Executives di Los Angeles, del New York Press club, del Cato Institute di Washington, dell'Accademia Tiberina di Roma, dal 2002 fino al 2005 Dom Serafini è stato consulente del Ministro delle Comunicazioni nel settore audiovisivo e televisivo internazionale.
“La televisione via Internet una nuova frontiera. Il Webcasting per il broadcasting”, “Veltroni e io” e "The 10 Commandments for the TV of the Future" rappresentano altrettante tappe editoriali di una carriera che ha avuto anche un percorso parallelo nel campo delle ricerche sociologiche. Il volume “AbruzzoAmerica” edito da Lupetti ha infatti rappresentato un primo tentativo di raccogliere in un testo le tante voci abruzzesi distintesi negli anni nel Nordamerica.
Serafini dal 1993 è una presenza fissa sul quotidiano America Oggi di New York. Dal 1994 è collaboratore fisso de Il Sole 24 Ore, per il quale cura i temi dell'audiovisivo. Corriere Canadese, Il Cittadino canadese, L'Italo-americano (Los Angeles), Punto d'Incontro (Città del Messico), Il Messaggero e Corriere Adriatico si avvalgono della preziosa analisi del giuliese.
Membro delle associazioni italo-americane UNICO National, N.I.A.F., Sons of Italy, Dom Serafini ha mantenuto la cittadinanza italiana e ha anche tentato nelle elezioni del 2006 di essere eletto al Senato, correndo con una lista indipendente. 

### Vita privata
Sposato con Monica Gorghetto, veneziana, è padre di Yuri e Bianca.

## Opere
- Dom Serafini, La televisione via internet, Lupetti, 1999, EAN 9788887058017.
- Dom Serafini, Veltroni e io, Lupetti, 2000, EAN 9788883910135.
- Dom Serafini e Generoso D'Agnese, Abruzzo America, Lupetti, 2002, EAN 9788883910845.
- Dom Serafini, L'uomo del MIFED, Italic Digital Editions, 2015, EAN 9788898156306. Vedi
- Dom Serafini, Generoso D'Agnese e Geremia Mancini, Abruzzo Stars & Stripes, Ricerche&Redazioni, 2017, ISBN 978-8888925967.
- Dom Serafini, Ero gracile: la rivincita della B12, Artemia Nova Editrice, 2019, ISBN 978-1797886794. Vedi